# خنصر
الخِنصِر هي الإصبع الخامسة من أصابع اليد في الناحية الزندية منها. والخِنصر هي أصغر الأصابع وتقع بعد البنصر.